# Röllikakronmal
Röllikakronmal, Bucculatrix cristatella är en fjärilsart som beskrevs av Philipp Christoph Zeller 1839. Röllikakronmal ingår i släktet Bucculatrix och familjen kronmalar, Bucculatricidae. Arten är reproducerande i Sverige. Inga underarter finns listade i Catalogue of Life.

## Bildgalleri

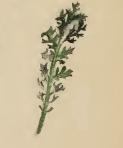
röllikeblad med kokong
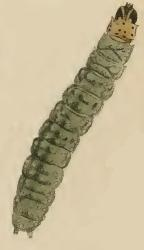
larv
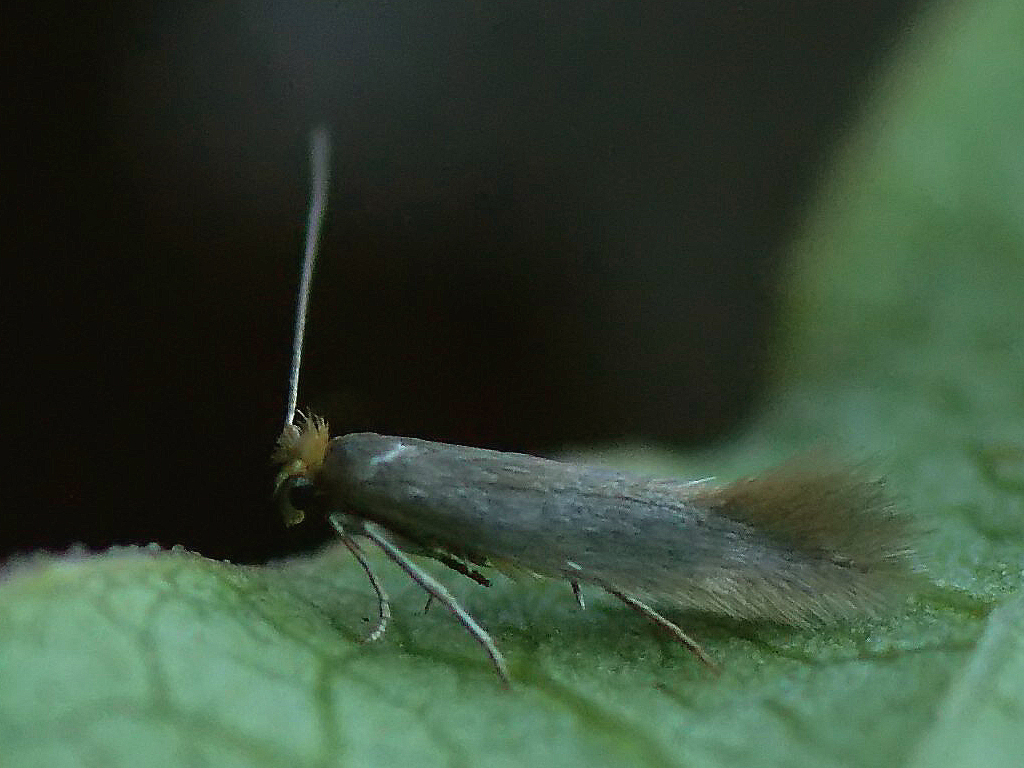
imago fjäril